# Жешувек (Свентокшиське воєводство)
Жешувек (пол. Rzeszówek) — село в Польщі, у гміні Окса Єнджейовського повіту Свентокшиського воєводства.
Населення — 173 особи (2011).
У 1975-1998 роках село належало до Келецького воєводства.

## Демографія
Демографічна структура на день 31 березня 2011 року:
|          | Загалом | Допрацездатний вік | Працездатний вік | Постпрацездатний вік |
| -------- | ------- | ------------------ | ---------------- | -------------------- |
| Чоловіки | 90      | 13                 | 61               | 16                   |
| Жінки    | 83      | 14                 | 39               | 30                   |
| Разом    | 173     | 27                 | 100              | 46                   |